# Zabrze Challenger 2001
Lo Zabrze Challenger 2001 è stato un torneo di tennis facente parte della categoria ATP Challenger Series nell'ambito dell'ATP Challenger Series 2001. Il torneo si è giocato a Zabrze in Polonia dal 10 al 16 settembre 2001 su campi in terra rossa.

## Vincitori

### Singolare
Ota Fukárek ha battuto in finale  Michael Kohlmann con il punteggio di 6–3, 6–4

### Doppio
Julian Knowle /  Michael Kohlmann hanno battuto in finale  Karol Beck /  Igor Zelenay con il punteggio di 6–1, 7–6(5)